# Salon de beauté

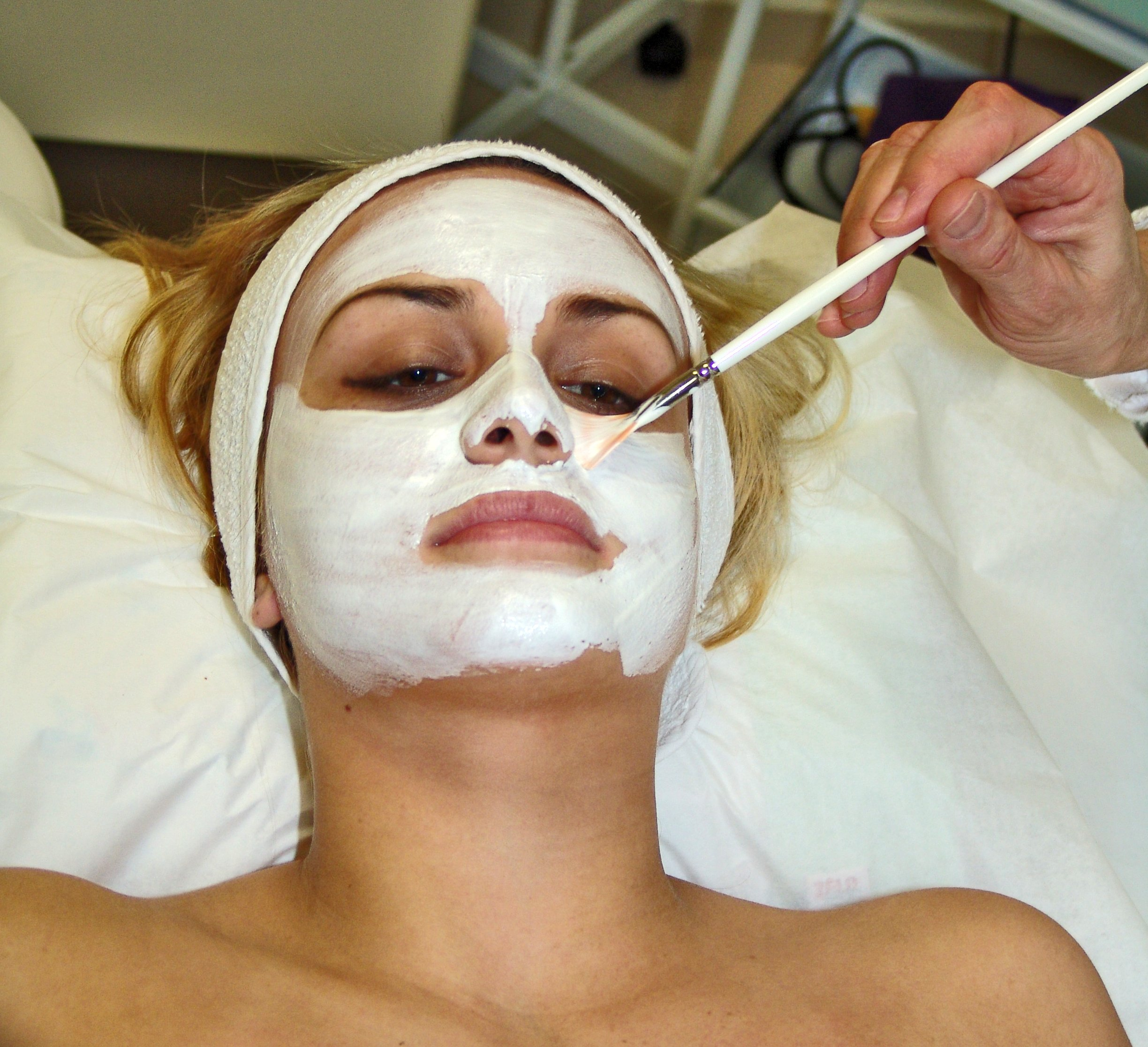

Un salon de beauté ou institut de beauté est un établissement offrant des services esthétiques aux femmes et aux hommes.
Un salon de coiffure offre des services relatifs à la chevelure, alors qu'un salon de beauté offre aussi des services relatifs à la peau (épilation par exemple), au visage, aux mains (manucure), aux pieds (pédicure), ainsi que d'autres soins destinés à améliorer l'esthétique des clients. L'activité est en développement au XXe siècle sur les différents continents, et emploie une main d'œuvre significative.

## Histoire
La quête de la beauté est aussi vieille que l’humanité sans doute, comme en témoignent les découvertes archéologiques telles la Dame de Brassempouy par exemple. Les civilisations antiques (égyptienne, grecque, etc.) ont transmis le souvenir des premiers produits cosmétiques, destinés d’ailleurs à un usage masculin ou féminin. Claude Galien, un des derniers grands médecins de l’Antiquité gréco-romaine et considéré souvent comme le fondateur de la pharmacologie, conseille aussi dans ses écrits l’utilisation de préparations dermatologiques, avec un mode d’élaboration qu’il détaille. Les civilisations asiatiques ou africaines ne sont pas en reste.
Dans l’Occident chrétien, une certaine ambiguïté est associée à la beauté physique : faut-il être séductrice comme Ève ou discrète, sainte et humble comme Marie? La recherche de beauté est souvent associée à la richesse et au pouvoir. Des apothicaires proposent des produits élaborés artisanalement, en s’appuyant sur la connaissance des plantes. En occident, ces apothicaires sont assez souvent des moines-apothicaires. L’une des premières échoppes connues en Italie de produits de beauté (et qui est toujours en activité)  est le résultat de la privatisation d’une activité monastique : c’est  l'Officina Profumo-Farmaceutica di Santa Maria Novella apparue en 1612 à Florence. Une autre activité, les gantiers parfumeurs, pratiquant la méthode orientale de purger les peaux dans des bains de senteurs, concurrencent les apothicaires à la même époque. En France, la révolution de 1789, en mettant fin aux corporations (Loi Le Chapelier de 1791), dont la corporation des maîtres gantiers parfumeurs, favorise indirectement l’éclosion de diverses maisons s’adonnant à cette activité, dont quelques entreprises là encore toujours en activité, telles Jean-François Houbigant, L.T. Piver, Lubin, Jean Marie Joseph Farina, Bully, ou encore Guerlain. Mais ces différentes maisons sont devenues des fabricants de parfums et autres produits cosmétiques (voire de produits de mode de façon générale), plus que des prestataires de services esthétiques aux services des femmes et des hommes.
Le parcours de quatre personnalités féminines, au rôle décisif, Harriet Hubbard Ayer (en), Helena Rubinstein, Elizabeth Arden et Nadia Payot,, peut illustrer l’évolution de cette activité à la fin du XIXe siècle et au XXe siècle. Harriet Hubbard Ayer (1849-1903) est une mondaine de Chicago, devenue  entrepreneuse dans ce secteur par nécessité, à la suite de l’effondrement de l’entreprise sidérurgique familiale. Elle apporte une nouvelle conception de l’activité, anticipant la culture de consommation américaine du XXe siècle et identifiant les femmes comme des consommatrices spécifiques et privilégiées. Elle crée des produits cosmétiques et fait usage de la publicité. À la fin de sa vie, à la suite de différentes difficultés, elle devient rédactrice en chef des pages féminines du New York World,.
Héléna Rubinstein (1872-1965) est une Polonaise, une scientifique qui n’a pas pu faire à l’époque les études de médecines qu’elle souhaitait. Entrepreneuse et créatrice de nouveaux produits, s’appuyant sur des bases scientifiques, elle part en Australie, et crée un premier institut de beauté en 1902 à  Melbourne, rencontre un certain succès, puis revient en Europe. Elle ouvre avant la Première Guerre mondiale un salon à Londres en 1908 et plusieurs salons de beauté à Paris à partir de 1912, et enfin  gagne New York lorsque le conflit militaire éclate. Elle y ouvre un premier salon de beauté en 1915. Elle agit pour  une démocratisation  de cette activité, opte pour des fabrications industrielles et à grande échelle de ses produits et forme des esthéticiennes. Sa conception de la cosmétique s’appuie sur des analyses des produits et des tests, à la limite du médical,.
Elizabeth Arden (1881-1966) appartient à la même génération et est sa grande concurrente. Elle fonde notamment une chaîne de salons de beauté. Des soins variés y sont disponibles : soins esthétiques, manucure, pédicure, mais aussi salle de gymnastique. C’est une conception nouvelle de la cosmétique; associée à l’hygiène de vie (alors que les parfums et maquillage ont longtemps servis en occident à cacher des problèmes d’hygiène des hommes et des femmes). Son premier salon de beauté est fondé en 1910 sur la cinquième avenue à New York, mais elle en compte bientôt une vingtaine aux Etats-Unis, les Red Door, et s’appuie sur des filiales à l’international. A l’époque, c’est la troisième marque américaine la plus connue dans le monde (après Coca-Cola et Singer).
Nadia Payot (1887-1966) est médecin de formation. Elle est à l’origine de l’institut Payot créé en 1927. Elle met l’accent sur la nécessité d’utiliser à bon escient les cosmétiques (d’autant que le nombre de produits et de marques explosent) et d’utiliser des produits adaptés à la texture de sa peau. Elle insiste aussi sur l'hygiène et la gymnastique faciale. Elle met en avant ainsi l’importance du conseiller et d’une analyse presque scientifique des produits adaptés à une personne,.
Durant le XIXe et XXe siècles, cette activité des salons de beauté s’est focalisée énormément sur les femmes, soumises à une pression sociale sur leur beauté physique, renforcée sans doute encore par le développement de la photographie et du cinéma, et devenant ainsi consommatrices de conseils et de prestations. L’ouverture vers les hommes de ces salons de beauté reste timide, même si quelques initiatives sont identifiables. Mais surtout, durant le XXe et XXIe siècles , aux deux piliers de diffusion de conseils qu’ont représentés ces salons de beauté et les magazines féminins s’ajoutent désormais internet, avec des vidéos détaillés sur l’utilisation et les résultats obtenus avec tel ou tel produit, les échanges par réseaux sociaux (Youtube, instagram, etc), le désir de faire soi-même, et le développement également du rôle des influenceurs ou influenceuses, qui peuvent sembler plus proches que les conseillers professionnels. Ces professionnels ont craint que la période de pandémie et les mesures de confinement au début des années 2020 accélèrent encore une bascule des salons de beauté physiques vers le web. Pour autant, il semble que les consommateurs et consommatrices soient demandeurs de contact, mais aussi que la fréquentation des salons soit davantage l’occasion de découvertes, à l’opposé du mécanisme de bulles affinitaires qui résultent des algorithmes des réseaux sociaux. Des salons de beauté tentent également, pour fidéliser leurs clients, de proposer une prestation plus globale, associant par exemple aux services esthétiques des massages, des pratiques sportives douces ou des cours de yoga.

## Dimension économique et sociale
Trois éclairages sur trois continents différents.

### En France
Les Français dépensent en moyenne 965 euros par an pour des soins de beauté mais, toutefois, ce chiffre, en augmentation au  XXe siècle et début du XXIe siècle, comprend aussi les soins réalisés par soi-même en achetant des produits (qui se sont démocratisés), ainsi que les prestations de coiffure. Les salons de beauté sont enregistrés dans la nomenclature APE sous la classe 96.02B « Soins de beauté ». Les entreprises enregistrées sous cette nomenclature représentent, en 2016, 45 800 entreprises environ, dont  19 000 autoentrepreneurs et 24 551 salariés.

### Aux États-Unis
Les prévisions sont positives à long terme sur cette activité (salons de beauté et soins capillaires). Même si pendant les périodes de récessions, les consommateurs ont tendance à être plus attentifs aux prix de ces services, les dépenses continuent d'augmenter, sur la durée. Avec la hausse des revenus par habitant à travers les États-Unis depuis 2015, les salons de beauté sont en plein essor. Les soins capillaires constituent le segment le plus important avec 86 000 établissements. Mais les soins de la peau devraient avoir des revenus de près de 11 milliards de dollars d'ici 2018. Cette croissance est due en partie à une prise de conscience générale de l'importance des soins de la peau chez les femmes américaines, mais aussi spécifiquement à une augmentation du marché des hommes. Le marché est largement réparti sur le territoire américain, avec une concentration dans le Nord-Est et le Midwest. On observe également une tendance croissante à l'apparition de salons/boutiques qui tirent parti du marketing en ligne pour gagner des clients et concurrencer les chaînes de franchise.

### En Inde
Les salons de beauté et de soins capillaires employaient 3,4 millions de personnes dans toute l'Inde en 2013. Cette activité devrait employer 12,1 millions de travailleurs d'ici 2022. Les services comprennent généralement des soins du visage, des décolorations pour éclaircir la peau, des épilations à la cire et des lissages de cheveux.

## Dans la culture
Plusieurs films se déroulent dans un salon de beauté, tel Vénus Beauté (Institut) de la réalisatrice Tonie Marshall, et Vénus et Apollon une série télévisée de la même réalisatrice.